# Epidendrum tuxtlense
Epidendrum tuxtlense là một loài thực vật có hoa trong họ Lan. Loài này được Hágsater, García-Cruz & L.Sánchez mô tả khoa học đầu tiên năm 1999.